# Жюльєн Тьєрсо
Жан Батіст Елізе Жюльєн Тьєрсо (фр. Jean-Baptiste Elisée Julien Tiersot; 5 липня 1857, Бург-ан-Бресс — 10 серпня 1936, Париж) — французький музикознавець, фольклорист, композитор, педагог, музичний критик.

## Біографія
Народився 1857 року в Бург-ан-Брессі. Син лікаря; вивчав медицину в Парижі, але згодом вирішив займатися музикою. 1877 (згідно з іншими джерелами — 1876) року вступив до Паризької консерваторії, де навчався у Савара (гармонія), Массне (композиція), Франка (орган) і Бурго-Дюкудре (історія музики). 1883 року став помічником бібліотекаря Консерваторії; з 1910 по 1920 рік обіймав посаду головного бібліотекаря.
Спочатку Тьєрсо поєднував композиторську та дослідницьку діяльність, але потім повністю присвятив себе музикознавству. Основною цариною його інтересів стали питання французької музичної культури, зокрема народної творчості. 1889 року була видана його фундаментальна праця «Історія народної пісні у Франції» (Histoire de la chanson populaire en France), після чого Тьєрсо отримав урядове замовлення на збирання фольклору в Савойї та Дофіні. З 1895 по 1900 рік він подорожував Французькими Альпами, записуючи пісні, відомі лише в усній традиції. Підсумком стала опублікована 1903 року збірка «Народні пісні, зібрані у Французьких Альпах» (Chansons populaires recueillies dans les Alpes françaises). Тій ж тематиці присвячені твори «Мелодичні типи у французькій народній пісні» (1894) та «Народна пісня та письменники-романтики» (1931). Однак у коло наукових інтересів Тьєрсо входила як французька, так і японська, яванська, китайська, індійська, вірменська, арабська та інші національні музики. Крім того, він зробив внесок у популяризацію старовинної європейської, а також скандинавської, російської та чеської музики у Франції.
Жюльєн Тьєрсо — автор монографій про Баха, Моцарта, Глюка, Руссо, Берліоза, Сметана, а також безліч наукових статей. Опублікував також листування Берліоза, «Французькі листи Р. Вагнера» та низку збірок народних пісень.
Спадщина Жюльєна Тьєрсо як композитора включає такі твори, як «Рапсодія на народні пісні Брешії», сюїта «Народні французькі танці», симфонічна легенда «Сер Гейлвін», пісні, хори та ін. товариства.
Помер 1936 року в Парижі.